# 合肥市第五中学
合肥市第五中学（简称合肥五中），创建于1952年，时名“合肥三初中”。是中华人民共和国安徽省合肥市一所高级中学，同时也是安徽省示范高中。

## 现状
截至2023年7月，学校有长江校区、和平校区两个校区，占地面积82亩，建筑面积7万多平方米，有53个教学班，在校学生2800多人，教职工199人。

## 知名校友
- 马东敏：企业家，百度CEO李彦宏夫人。